# Nomindra woodstock
Nomindra woodstock là một loài nhện trong họ Gnaphosidae.
Loài này thuộc chi Nomindra. Nomindra woodstock được Norman I. Platnick & Barbara Baehr miêu tả năm 2006.